# Lomira (hrabstwo Dodge)
Lomira – wieś w Stanach Zjednoczonych, w stanie Wisconsin, w hrabstwie Dodge.